# Liga de Honra 2009/2010
Liga de Honra 2009/2010 spelades 16 augusti 2009 - 8 maj 2010. 16 lag deltog i tävlingen,	som spelades i 30 omgångar, med matcher mellan alla lag en gång på hemmaplan och en gång på bortaplan. Vinst gav 3 poäng, oavgjort 1 poäng och förlust 0 poäng.
Beira-Mar vann Liga de Honra före Portimonense, vilket gjorde att båda lagen gick upp i Primeira Liga 2010/2011.
D. Chaves och Carregado åkte ur Liga de Honra eftersom de kom på de två sista platserna och får spela Segunda Divisão 2010/2011.	

## Deltagande lag
- Feirense
- Portimonense
- Freamunde
- Sta. Clara
- Trofense
- Fátima
- Carregado
- Covilhã
- G.Vicente
- Aves
- Oliveirense
- Chaves
- Penafiel
- Estoril
- Varzim
- Beira-Mar